# Konrad Bąkowski
Konrad Włodzimierz Bąkowski (ur. 5 maja 1899 w Skomlinie, zm. 19 sierpnia 1920 pod Żółtańcami) – podporucznik kawalerii Wojska Polskiego, działacz niepodległościowy, kawaler Orderu Virtuti Militari.

## Życiorys
Urodził się w rodzinie ziemiańskiej Ignacego i Kazimiery z Taczanowskich.
Absolwent gimnazjum w Wieluniu. Już od jesieni 1915 w Skomlinie organizował oddziały POW. Jeszcze będąc uczniem ostatniej klasy gimnazjum zgłosił się jako ochotnik do 3 pułku ułanów. Ukończył Szkołę Podchorążych w Warszawie. Od listopada 1919 przydzielony do 9 pułku ułanów w stopniu podchorążego. 20 kwietnia 1920 złożył podanie o pozostawienie w wojsku jako żołnierz zawodowy. 19 sierpnia 1920 poległ w walce pod Żółtańcami podczas wojny polsko–bolszewickiej. Pochowany na cmentarzu w Kulikowie, po zakończeniu wojny ekshumowany i przeniesiony do rodzinnej kaplicy grobowej w Skomlinie staraniem rodziny.

## Ordery i odznaczenia
- Krzyż Srebrny Orderu Wojskowego Virtuti Militari nr 4270 – pośmiertnie, 1921[9][10][4][11][12]
- Krzyż Niepodległości – pośmiertnie 23 grudnia 1933 „za pracę w dziele odzyskania niepodległości”[13][4]